# Швейцарський коледж Франкліна
Швейцарський коледж Франкліна (англ. Franklin College Switzerland, FC ,англ. The American University in Lugano) — приватний коледж вільних мистецтв (Liberal arts college), розташований в Лугано, в італійській частині Швейцарії. Акредитований Конференцією ректорів швейцарських університетів (CRUS) присвоювати ступінь бакалавра мистецтв з низки спеціальностей.

## Навчання за фахом
Швейцарський коледж Франкліна надає ступінь бакалавра мистецтв за такими спеціальностями:
- Історія мистецтв,
- Історія та література,
- Міжнародна банківська справа та фінанси,
- Міжнародні зв'язки,
- Світова економіка,
- Міжнародний менеджмент,
- Міжнародні відносини,
- Література,
- Сучасні мови (французька, італійська),
- Візуальні та комунікаційні мистецтва.